# Greccy posłowie do Parlamentu Europejskiego 1999–2004
Greccy posłowie V kadencji do Parlamentu Europejskiego zostali wybrani w wyborach przeprowadzonych 13 czerwca 1999.

## Lista posłów
Wybrani z listy Nowej Demokracji (EPP-ED)
- Joanis Awerof
- Jorgos Dimitrakopulos
- Kostis Chadzidakis
- Meropi Kaldi, poseł do PE od 24 marca 2004
- Rodi Kratsa-Tsangaropulu
- Joanis Marinos
- Andonios Trakatelis
- Stawros Ksarchakos, poseł do PE od 4 września 2000
- Christos Zacharakis

Wybrani z listy Panhelleńskiego Ruchu Socjalistycznego (PES)
- Aleksandros Baltas
- Ana Karamanu
- Jorgos Katiforis
- Joanis Kukiadis
- Minerwa Maliori
- Emanuil Mastorakis
- Joanis Suladakis
- Dimitris Tsatsos
- Mirsini Zormba, poseł do PE od 13 kwietnia 2000

Wybrani z listy Komunistycznej Partii Grecji (EUL/NGL)
- Konstandinos Alisandrakis
- Efstratios Korakas
- Joanis Patakis, poseł do PE od 30 stycznia 2001

Wybrani z listy DIKKI (EUL/NGL)
- Emanuil Bakopulos
- Dimitrios Kulurianos

Wybrani z listy Sinaspismos (EUL/NGL)
- Nikolaos Chundis, poseł do PE od 15 kwietnia 2004
- Michalis Papajanakis

Byli posłowie V kadencji do PE
- Alekos Alawanos (Sinaspismos), do 14 kwietnia 2004
- Petros Eftimiu (PASOK), do 11 kwietnia 2000
- Christos Folias (ND), do 9 marca 2004
- Marieta Janaku (ND), do 3 września 2000
- Joanis Teonas (KKE), do 24 stycznia 2001